# Jordy ter Borgh
Jordan René ter Borgh (Amsterdam, 5 mei 1994) is een Nederlandse profvoetballer die als middenvelder speelt.
Ter Borgh speelde in het seizoen 2013/2014 in het eerste elftal van Almere City FC. Op 4 april 2014 maakte Ter Borgh zijn debuut in het betaalde voetbal tegen FC Oss. Hiermee was hij de allereerste speler die de volledige jeugdopleiding van Almere City FC had doorlopen en in het eerste elftal was gedebuteerd. In 2012 liep hij stage bij Ipswich Town.
Op 27 juni 2014 tekende Ter Borgh een tweejarig contract bij Fortuna Sittard. In januari 2016 werd zijn contract ontbonden. Op 15 januari 2016 tekende hij vervolgens een halfjarig contract bij sc Heerenveen, waar hij zich aansloot bij het beloftenteam. Op 30 juni 2017 tekende Ter Borgh een driejarig contract bij TOP Oss.